# 제시 슈람
제시 슈람(Jessy Schram, 1986년 1월 15일 ~ )은 미국의 배우, 모델이다.

## 출연 작품

### 드라마
- 폴링스카이

### 영화
- 샷 콜러 - 제니퍼 역